# Synthetonychia hughsoni
Synthetonychia hughsoni är en spindeldjursart som beskrevs av Forster 1954. Synthetonychia hughsoni ingår i släktet Synthetonychia och familjen Synthetonychidae. Inga underarter finns listade i Catalogue of Life.